# Ulica Grodzka w Piotrkowie Trybunalskim
Ulica Grodzka – ulica na Starym Mieście w Piotrkowie Trybunalskim.

## Opis
Ulica Grodzka łączy południowo-wschodni narożnik Rynku Trybunalskiego ze skrzyżowaniem ulic: Farnej, Starowarszawskiej i Krakowskie Przedmieście. Długość ulicy wynosi około 65 metrów. Ulica należy do najstarszych ulic w Piotrkowie i jest częścią układu urbanistycznego Starego Miasta, który ukształtował się w XIII/XIV wieku.
Ulica prowadziła niegdyś w kierunku Bramy Wolborskiej, położonej we wschodniej części murów miejskich. Nazwa ulicy Grodzka została wymieniona na najstarszym planie Piotrkowa z 1786. Nazwa ta mogła pochodzić stąd, że ulica prowadziła do siedziby starosty grodowego. W 1870 zmieniono nazwę ulicy na Połtawska, co było elementem polityki rusyfikacyjnej. Na kamienicy nr 4, mającej neorenesansową fasadę, znajdują się medaliony przedstawiające prawdopodobnie dawnych właścicieli. Ulica pojawiła się w filmach Niedziela sprawiedliwości (1965) i Opowieść Harleya (1987).

## Zabytki
Ulica wraz z całym układem urbanistycznym Starego Miasta wpisana jest do rejestru zabytków pod numerem 89-IX-35 z 24.07.1948, z 1.02.1962 i z 23.02.2004.
Do rejestru zabytków są też wpisane budynki położone przy ul. Grodzkiej:
- nr 1 (ul. Konarskiego 2) – dom, 1. poł. XIX w.
- nr 2 (Rynek Trybunalski 8) – 3 kamienice, XVIII w.
- nr 6 (ul. Farna 5) – dom, 1. poł. XIX w.

Do gminnej ewidencji zabytków miasta Piotrkowa Trybunalskiego, oprócz obiektów z rejestru zabytków, są też wpisane budynki:
- nr 3 – kamienica z oficynami, XVIII w.
- nr 4 – dom, XVIII w.
- nr 5 – dom

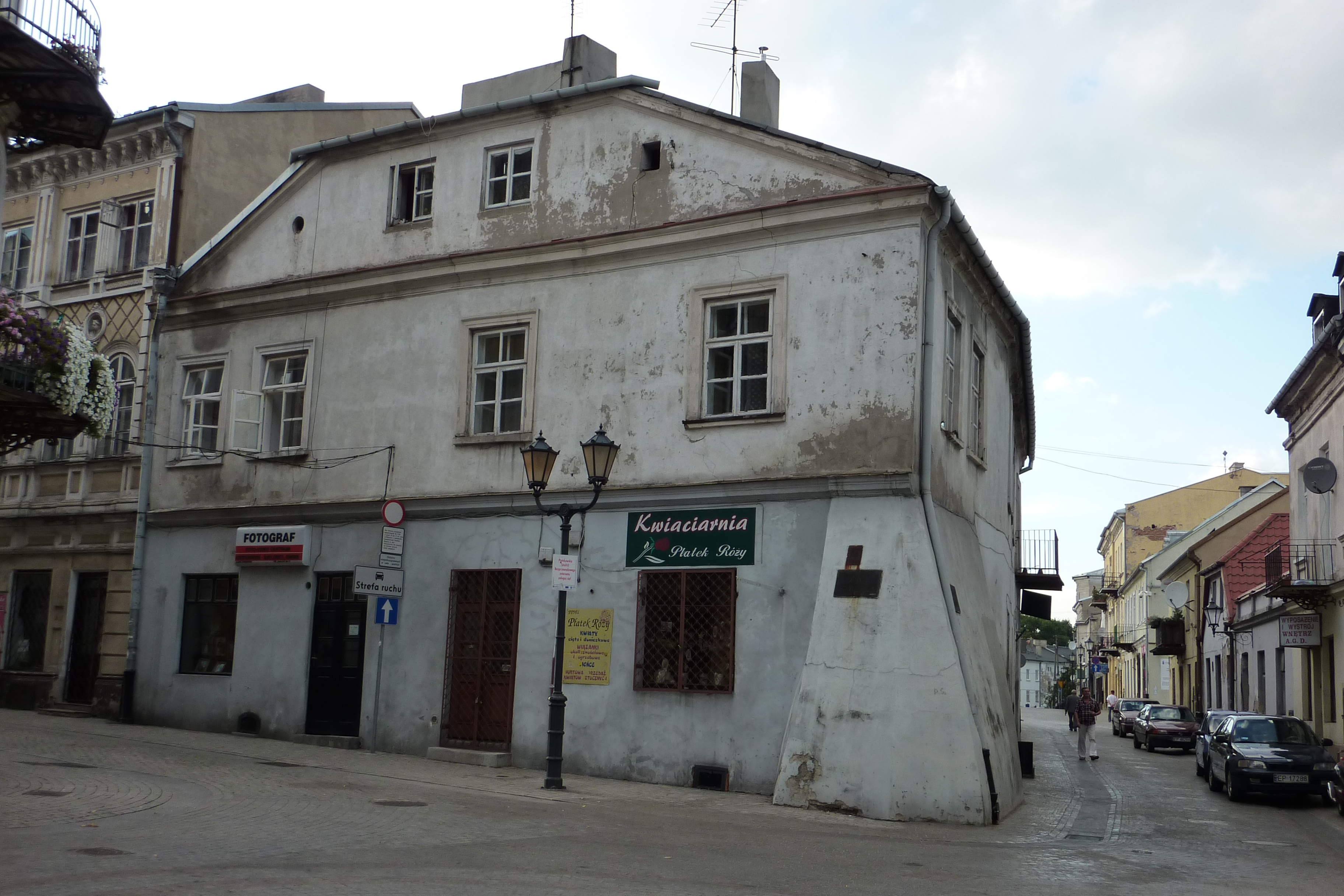
Dom przy ul. Grodzkiej 6 / Farnej 5.
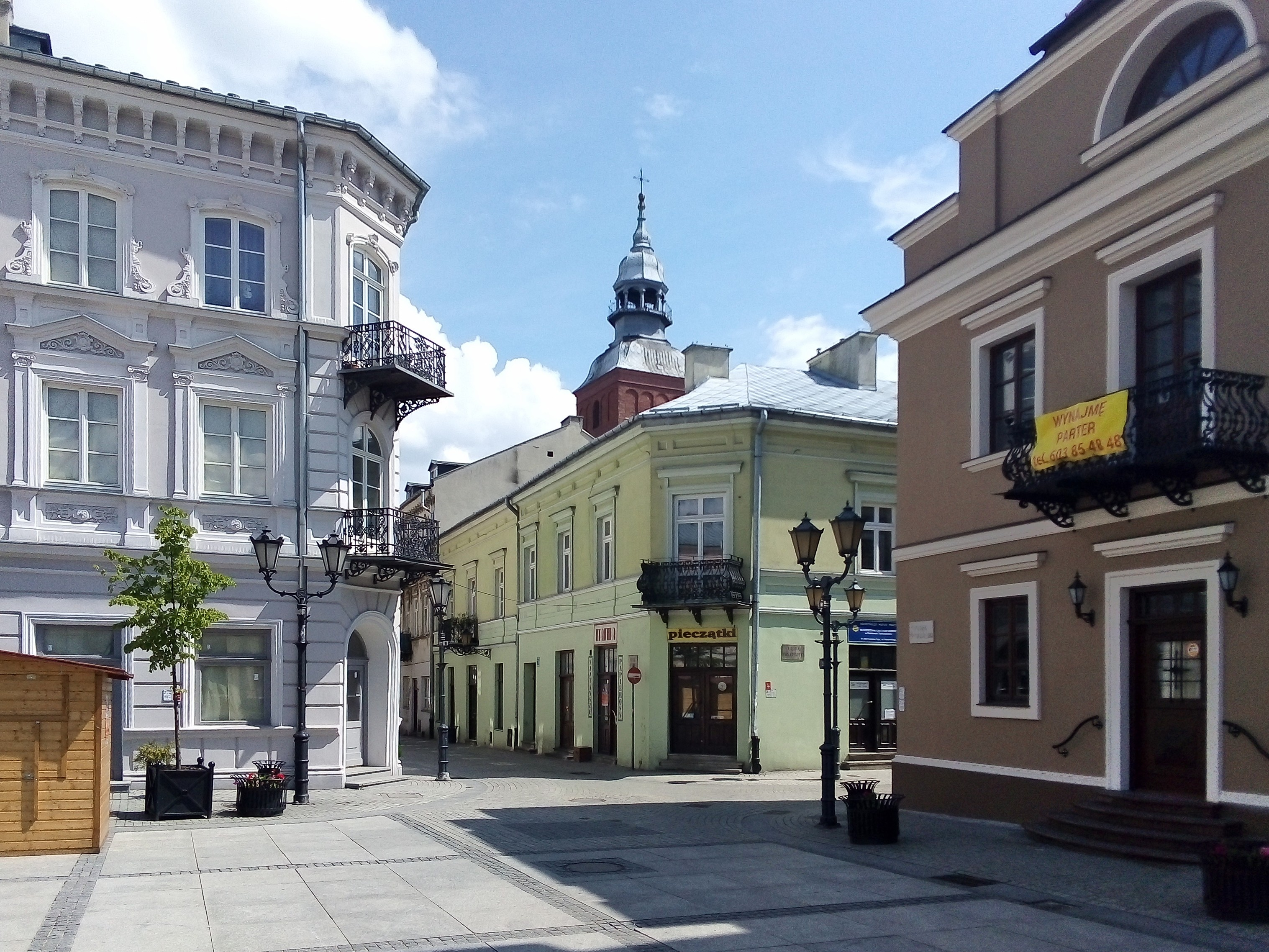
Narożnik ul. Grodzkiej (w głębi), ul. Konarskiego i Rynku Trybunalskiego.